# Tap Qaraqoyunlu
Tap Qaraqoyunlu (ryska: Тап_каракоюнлу, armeniska: T’ap’gharakoyunlu, Թափղարակոյունլու, T’ap’karakoyunlu, Թափկարակոյունլու) är en ort i Azerbajdzjan.   Den ligger i distriktet Goranboj, i den centrala delen av landet, 260 km väster om huvudstaden Baku. Tap Qaraqoyunlu ligger 503 meter över havet och antalet invånare är 2 415.
Terrängen runt Tap Qaraqoyunlu är varierad. Närmaste större samhälle är Terter, 16,9 km sydost om Tap Qaraqoyunlu.
Trakten runt Tap Qaraqoyunlu består till största delen av jordbruksmark. Runt Tap Qaraqoyunlu är det ganska tätbefolkat, med 72 invånare per kvadratkilometer.